# Franchina Martínez
Franchina Martínez (* 31. Dezember 1999) ist eine dominikanische Leichtathletin, die sich auf den Hürdenlauf spezialisiert hat.

## Sportliche Laufbahn
Erste internationale Erfahrungen sammelte Franchina Martínez im Jahr 2017, als sie bei den U20-Panamerikameisterschaften in Trujillo in 63,42 s den achten Platz im 400-Meter-Hürdenlauf belegte. 2022 kam sie bei den Ibero-Amerikanischen Meisterschaften in La Nucia im Vorlauf nicht ins Ziel und gewann mit der dominikanischen 4-mal-400-Meter-Staffel in 3:33,41 min die Bronzemedaille hinter den Teams aus Spanien und Brasilien. Anschließend belegte sie bei den Juegos Bolivarianos in Valledupar in 60,81 s den fünften Platz über 400 m Hürden und wurde mit der Staffel in 3:37,89 min Vierte. Im Jahr darauf gewann sie mit der Staffel in 3:27,84 min die Silbermedaille bei den Zentralamerika- und Karibikspielen in San Salvador hinter dem kubanischen Team und im November belegte sie bei den Panamerikanischen Spielen in San Salvador in 62,20 s den siebten Platz über 400 m Hürden. Zudem gewann sie mit der Staffel in 3:34,27 min gemeinsam mit Mariana Pérez, Anabel Medina und Marileidy Paulino die Silbermedaille hinter dem kubanischen Team.
2023 wurde Martínez dominikanische Meisterin im 400-Meter-Hürdenlauf.

## Persönliche Bestzeiten
- 400 Meter: 54,62 s, 29. Mai 2023 in Miami
- 300 m Hürden: 41,52 s, 1. April 2023 in Santo Domingo
- 400 m Hürden: 59,18 s, 14. April 2023 in La Romana